# Перузе
Перузе́ (фр. Peyrouzet, окс. Peirosèt) — коммуна во Франции, находится в регионе Юг — Пиренеи. Департамент — Верхняя Гаронна. Входит в состав кантона Ориньяк. Округ коммуны — Сен-Годенс.
Код INSEE коммуны — 31415.

## География

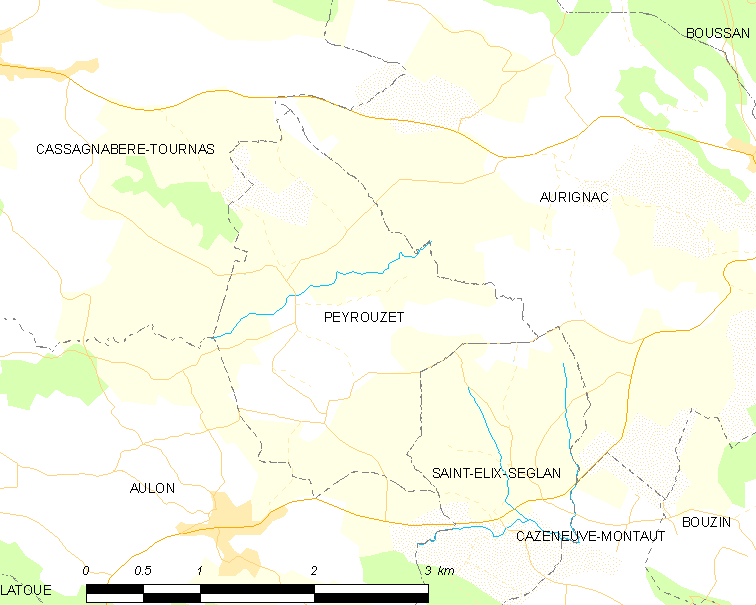
Карта коммуны

Коммуна расположена приблизительно в 640 км к югу от Парижа, в 70 км к юго-западу от Тулузы.
По территории коммуны протекает река Луж.

## Климат
Климат умеренно-океанический. Зима мягкая и снежная, весна характеризуется сильными дождями и грозами, лето сухое и жаркое, осень солнечная. Преобладают сильные юго-восточные и северо-западные ветры.

## Население
Население коммуны на 2010 год составляло 93 человека.
| 1962 | 1968 | 1975 | 1982 | 1990 | 1999 | 2010 |
| ---- | ---- | ---- | ---- | ---- | ---- | ---- |
| 97   | 81   | 72   | 62   | 58   | 79   | 93   |

## Администрация
| Период | Период | Фамилия       | Партия | Примечания |
| ------ | ------ | ------------- | ------ | ---------- |
| 2001   | 2008   | Мишель Сигю   |        |            |
| 2008   | 2020   | Филип Лагранж |        |            |

## Экономика
В 2010 году среди 58 человек трудоспособного возраста (15—64 лет) 40 были экономически активными, 18 — неактивными (показатель активности — 69,0 %, в 1999 году было 67,3 %). Из 40 активных жителей работали 37 человек (19 мужчин и 18 женщин), безработных было 3 (1 мужчина и 2 женщины). Среди 18 неактивных 6 человек были учениками или студентами, 4 — пенсионерами, 8 были неактивными по другим причинам.